# طابع القهوة
طابع القهوة هو طابع بريدي يحمل تصميمات مرتبطة بالقهوة. يُعتقد أن أقدمها قد صدر في إثيوبيا عام 1894. ويقدر أنه صدر أكثر من 300 نوع حتى الآن. يتعامل الكثيرون مع شجرة البن باعتبارها نباتًا. من عمليات الحصاد والمعالجة والنقل إلى أكواب القهوة والمقاهي، تتنوع الأشياء والتصميمات. أصبحت طوابع القهوة موضوعًا لجمع الطوابع، حيث يتم جمع الطوابع حول موضوع محدد.

## تاريخ
كان أول ظهور للقهوة كتصميم على طابع بريد صدر في إثيوبيا حوالي عام 1894. غالبًا ما يُنظر إلى هذا الأمر باعتباره بداية طوابع القهوة. طباعة أحادية اللون لصورة الإمبراطور منليك الثاني محاطة بأغصان أشجار البن. كانت جميع طوابع القهوة المبكرة، بما في ذلك هذا الطوابع، تصور فقط أغصان شجرة القهوة حول الصورة الشخصية أو شعار النبالة.
وفي وقت لاحق، عندما أصبحت الطوابع من الأشياء التي يتم جمعها، أصبحت وسيلة لنشر ثقافة الفرد إلى بقية العالم. تم إصدار سلسلة من طوابع القهوة من قبل الدول المنتجة للقهوة للترويج لقهوتهم. وفي البلدان التي يعتبر فيها القهوة منتجًا نموذجيًا، توجد أيضًا أمثلة على تصميمات ترمز إلى صناعة البلاد. كما تظهر القهوة أيضًا كمادة مألوفة على طوابع البريد العادية، حيث أنها من الأشياء الشائعة الاستخدام في البلدان المنتجة. إن العثور على دولة منتجة للقهوة، وخاصة في أمريكا اللاتينية، لا تصدر طوابع القهوة، يشكل تحديًا أكبر.
حوالي عام 1980، تم إصدار سلسلة من الطوابع حول موضوع ثقافة الطعام في العديد من البلدان في جميع أنحاء العالم. يتم إصدار المزيد من طوابع القهوة في البلدان المستهلكة للقهوة. بالإضافة إلى ذلك، مع زيادة إصدار الطوابع المعطرة في القرن الحادي والعشرين، تم أيضًا إصدار طوابع قهوة بنكهة القهوة. تم إصدار طوابع القهوة المعطرة في البرازيل في عام 2001، وفي كاليدونيا الجديدة في عام 2002 وفي البرتغال في عام 2009.
تم إصدار طوابع القهوة من قبل عشرات البلدان اعتبارًا من عام 2011، ويُقدر أن هناك أكثر من 300 نوع من الطوابع، بما في ذلك تلك التي لها نفس التصميم ولكن بفئات مختلفة.

## التصميم
العديد من الدول التي تصدر طوابع بريد تحمل صورة القهوة هي دول منتجة للقهوة. يُعتقد أن طوابع القهوة المبكرة، مثل الطابع الإثيوبي لعام 1894، كان أول طابع قهوة، وكان تصميم طوابع القهوة غالبًا بوضع غصن شجرة قهوة حول بورتريه أو شعار نبالة. وفي نهاية المطاف، تم إصدار طوابع القهوة للترويج للقهوة في البلاد والإعلان عنها في جميع أنحاء العالم باعتبارها منتجًا للتصدير. تم إصدار طوابع القهوة بتصاميم متنوعة.
يتعامل الكثيرون مع شجرة البن باعتبارها نباتًا. على سبيل المثال، البراعم والأشجار الصغيرة، والأوراق الخضراء، والزهور البيضاء والفواكه الحمراء. ويتعامل البعض مع عمليات مثل الحصاد، والفرز، والتجفيف.
تتناول تصاميم بعض طوابع القهوة مواقع نقل حبوب البن بواسطة الثيران والسيارات والقوارب. يعتبر الحصاد بواسطة النساء الجميلات أحد التصميمات القياسية لطوابع القهوة. تتعامل العديد من طوابع القهوة مع الأشخاص والأحداث التذكارية المتعلقة بالقهوة.
وبشكل متزايد، أصبحت البلدان المستهلكة للقهوة تصدر طوابع بريدية تحتوي على تصميمات مرتبطة بالقهوة. هناك العديد من التصاميم المتعلقة بالقهوة التي تُسكب في أكواب القهوة وتُشرب.

## بلدان الإصدار

### إفريقيا
إفريقيا هي منطقة منتجة للقهوة وتأتي في المرتبة الثانية بعد أمريكا اللاتينية في إصدار طوابع القهوة.

#### إثيوبيا
تعتبر إثيوبيا موطن شجرة البن. على الرغم من صغر كميته، إلا أنه يعد مصدرًا لحبوب البن عالية الجودة. توجد أيضًا أشجار البن البرية، وتُعتبر حبوب البن المحصودة منها ذات قيمة عالية باعتبارها إثيوبية أو حبشية. كانت إثيوبيا أول دولة تضع القهوة كتصميم على طابع بريدي. وقد تم إصدار طوابع تصور أشجار البن ذات التوت الأحمر. في عام 1982، تم إصدار مجموعة من خمسة طوابع تصور شجرة بُن صغيرة، وشحنة قهوة، وحتى حفل شرب القهوة التقليدي.

#### كينيا
من عام 1935 إلى عام 1954، أصدرت كينيا وأوغندا وتنجانيقا طوابع مشتركة تصور حدائق القهوة مع جبل كليمنجارو في المسافة.
في كينيا، تم إصدار طابع بريدي في عام 1963 يصور الحصاد في حديقة قهوة، كما ظهرت القهوة أيضًا على طابع تذكاري للذكرى الخامسة والعشرين للاستقلال في عام 1988.

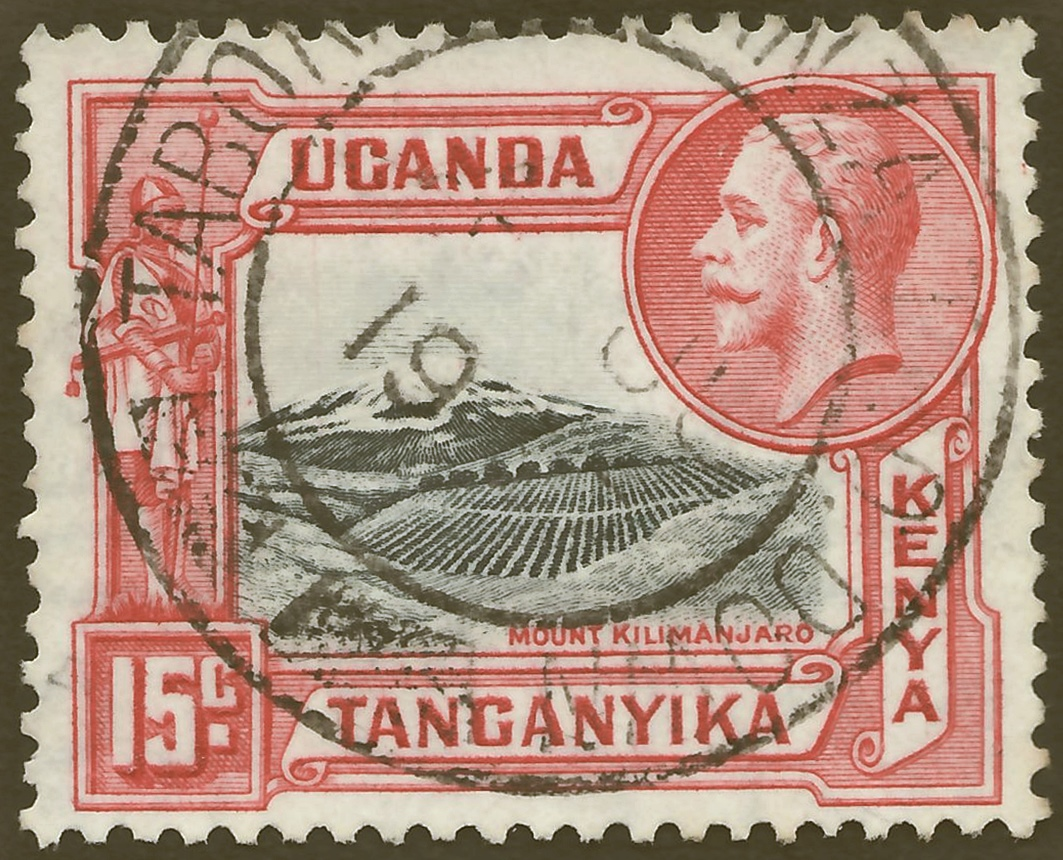
الطوابع الصادرة بشكل مشترك بين كينيا وأوغندا وتنجانيقا (1935 - )
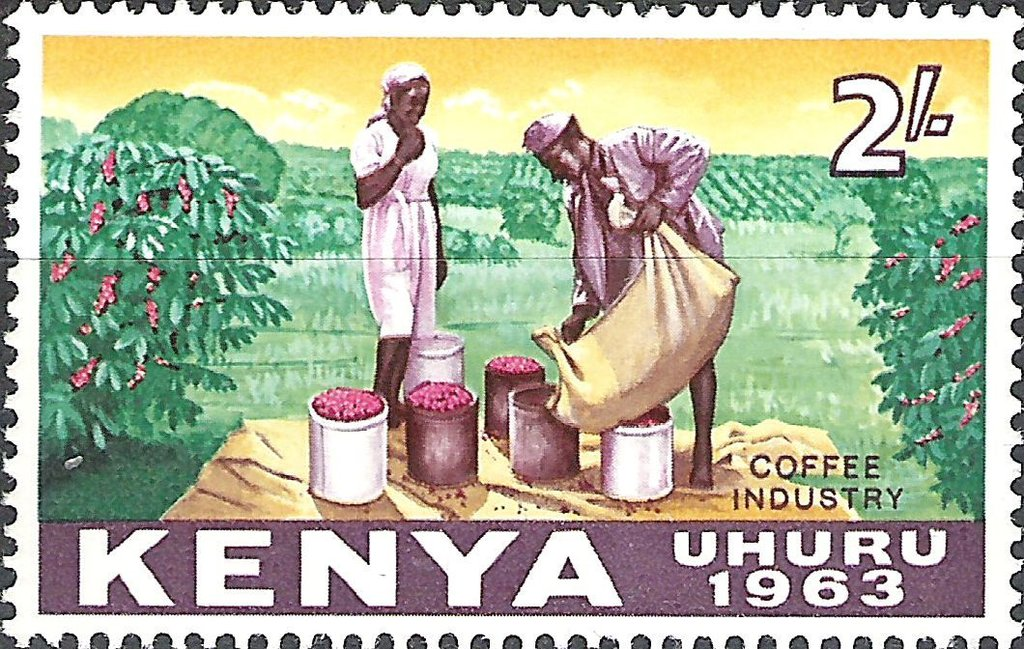
طوابع صدرت في كينيا تصور حصاد البُن (1963)

#### رواندا
القهوة والموز هما الصادرات الرئيسية لرواندا، إلى جانب الشاي. صدر طابع تذكاري سنة 1963 احتفالا باستقلال 1962، ويظهر عليه زهرة شجرة قهوة وفرع يحمل ثمارها وحبة قهوة. تصور إحدى الورقتين المصغرتين المنشورتين في عام 1975 لإحياء الذكرى السنوية العاشرة للتحديث الزراعي أيضًا حبات البن الناضجة الحمراء وحصادها.

طوابع تذكارية بمناسبة الاستقلال صدرت في رواندا (1963)
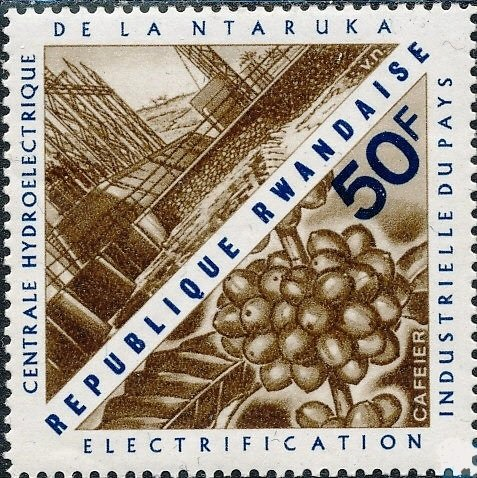
1967

#### المستعمرات الفرنسية السابقة في إفريقيا

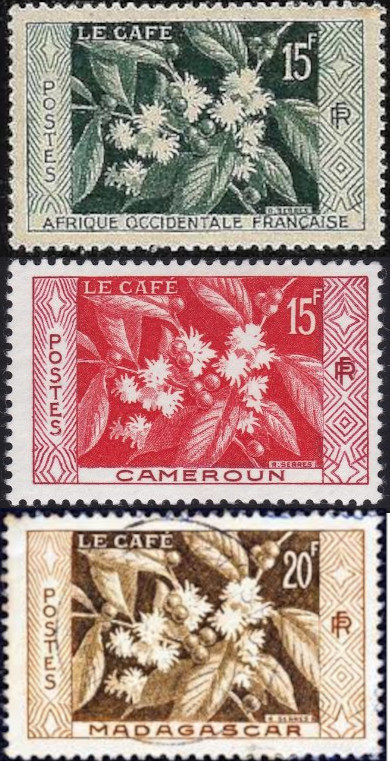
طوابع صدرت سنة 1956 في الأراضي الفرنسية بإفريقيا بنفس التصميم

تتميز الطوابع الصادرة بنفس التصميم في إفريقيا الاستوائية وغرب إفريقيا ومدغشقر، والتي كانت أراضٍ فرنسية، بغصن شجرة قهوة مزهرة.

#### الكاميرون
كانت القهوة أيضًا من الصادرات الرئيسية في الكاميرون، إلى جانب الكاكاو والموز. مجموعتان من الطوابع صدرتا في عام 1954، إحداهما تُظهر رجلاً يحمل سلّة من الموز المحصود على رأسه والأخرى تُظهر امرأة نصف عارية تحصد القهوة.
تم إصدار خمسة طوابع في عام 1973 لتشجيع الزراعة والغابات، كل منها يتميز بالقطن والكاكاو والخشب والقهوة والشاي. تتميز طوابع القهوة بألوانها الجميلة مع أوراق خضراء داكنة وأزهار بيضاء نقية وفواكه حمراء اللون.

#### ساحل العاج
ساحل العاج هو أحد أكبر منتجي القهوة، وقد تم تصوير القهوة على سبعة طوابع بنفس التصميم وفئات مختلفة صدرت بين عامي 1936 و1944، وعلى طابع تذكاري صدر في عام 1970 بمناسبة الذكرى السنوية العاشرة للاستقلال.

#### دول إفريقية أخرى
تنتج جزيرة لا ريونيون، المقاطعة الفرنسية الخارجية في المحيط الهندي، كمية قليلة جدًا من القهوة، ولكن تم تصميم أغصان أشجار القهوة وأوراقها وثمارها على طابع بريدي صدر في عام 1947.
هناك تصميم غير عادي لطابع بريدي أصدرته جمهورية الكونغو في عام 1991، يصور آفات القهوة كحملة توعية لمكافحة الآفات.
ومن المعروف أيضًا أن موزمبيق، وأوغندا، وتنزانيا، والغابون تصدر طوابع القهوة.

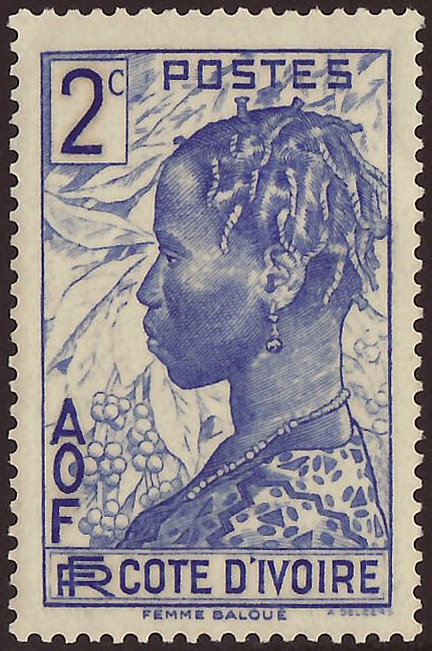
أحد الطوابع السبعة الصادرة في ساحل العاج بنفس التصميم (1936-)
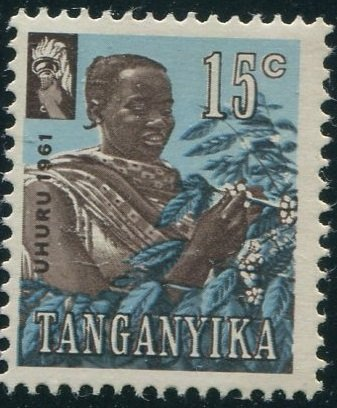
تنجانيقا، 1961

### الشرق الأوسط وشمال إفريقيا

#### اليمن

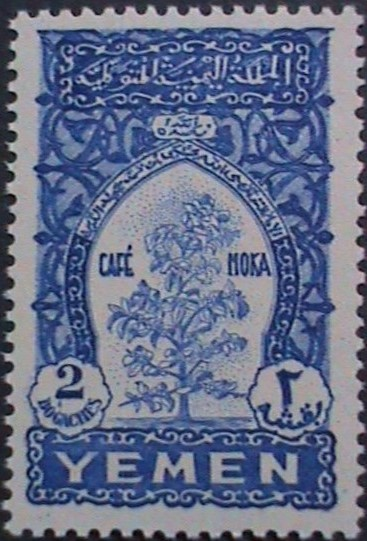
طابع بريدي نهائي صدر في اليمن بين عامي 1947 و1958

اليمن، على الجانب الآخر من البحر الأحمر من إثيوبيا، تنتج حبوب قهوة تسمى الموكا العربية، ولكن الكمية المنتجة لا تذكر. ومع ذلك، فإن البلاد لديها علاقة قوية مع القهوة، مع مدينة ميناء المخا، التي ازدهرت كنقطة تجميع لحبوب القهوة الإفريقية من إثيوبيا ودول أخرى، والشعار الوطني له تصميم شجرة القهوة. يظهر طابع بريدي عادي صدر بين عامي 1947 و1958 شجرة قهوة مزهرة داخل بوابات مسجد بنمط عربي جميل.
في ديسمبر 1989، أصدرت اليمن طابعاً بقيمة 300 فلس على صورة شجرة القهوة. وقد احتفلت هذه الطوابع بالذكرى المئوية لتأسيس الاتحاد البرلماني الدولي.

#### دول عربية أخرى
وقد صدرت طوابع قهوة أخرى في الشرق الأوسط في الأردن، والبحرين، والإمارات العربية المتحدة، وتونس. تم تصميم مجموعة من خمسة طوابع صدرت في الأردن عام 2008 بمجموعة من الأدوات ذات الطراز العربي من التحميص إلى الاستخراج.

### أوروبا

#### إيطاليا

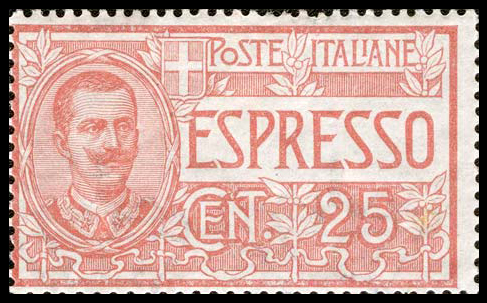
هذا ليس طابع قهوة، فكلمة (ESPRESSO) تعني البريد السريع.

صدر طابع بريد في إيطاليا عام 1903 يحمل كلمة "ESPRESSO" مطبوعة عليه. ومع ذلك، لا علاقة لهذا بالقهوة الإسبريسو، ويعني البريد السريع باللغة الإيطالية.

#### بولندا
في عام 2009، أصدرت بولندا طابعًا بريديًا يحمل موضوع "البصمات البولندية في أوروبا"، ويصور جيرزي فرانسيسزيك كولتشيتسكي وحبوب البن.

#### النمسا
في النمسا، صدر طابع بريدي لمقهى من تصميم فولفغانغ هيرزيغ في عام 1999، وفي عام 2011، صدر طابع بريدي يظهر الجزء الخارجي من مقهى هاويلكا العريق، وقهوته المميزة "mélange" مع كريمة رغوية في الأعلى، على التوالي.

#### فرنسا
في فرنسا، تم إصدار طابع بريدي يصور مقهى مع نادل في عام 2006 كواحد من سلسلة مكونة من عشرة طابعات حول ثقافة الطعام الإقليمية.

#### هولندا
أصدرت هولندا طابعًا تذكاريًا بمناسبة الذكرى السنوية الـ 250 لشركة القهوة في عام 2003، وطابعًا يصور جنية تشرب القهوة في عام 2008.

#### دول أوروبة أخرى
أصدرت السويد طابعًا في عام 2006 حول موضوع "ثقافة القهوة"، وأصدرت البرتغال طابعًا معطرًا في عام 2009، وتشتهر البوسنة والهرسك بطابع صدر في عام 2009 يصور القهوة على الطريقة البوسنية.

### أمريكا الشمالية
في عام 1979، تم بيع طابع بريدي يحمل تصميمًا فنيًا شعبيًا في الولايات المتحدة.
كما أن أحد طوابع التهنئة العشرة الصادرة في الولايات المتحدة عام 1987 يصور القهوة في كوب القهوة. تم تصميم هذا، إلى جانب النظارات ولغز الكلمات المتقاطعة، ليرمز إلى الأبوة.

### أمريكا الوسطى
بما في ذلك النصف الجنوبي من المكسيك، حيث يعبر مدار السرطان وسط البلاد، تقع أمريكا الوسطى في حزام القهوة وهي منطقة مناسبة لزراعة القهوة. ومع ذلك، فإن التركيز على الطوابع يختلف من بلد إلى آخر، ويرجع ذلك جزئيًا إلى ظروفها الوطنية.

#### كوستاريكا

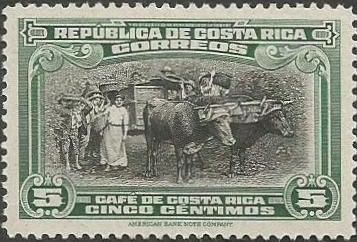
نقل القهوة في عربة يجرها ثوران. كوستاريكا، 1945.

في كوستاريكا، حيث يقال إن زراعة البن بدأت في نهاية القرن الثامن عشر، وهي أقدم بلدان أمريكا الوسطى، تم إصدار عدد من طوابع القهوة.
في عام 1921، تم إصدار طابع بريدي مطبوع عليه كيس قهوة مغطى بكلمات "CAFÉ DE COSTA RICA" على طابع عادي بقيمة 1 سنت بقيمة 5 سنتات لإحياء ذكرى مرور مائة عام على إدخال القهوة إلى كوستاريكا، والتي كانت صالحة لمدة ثمانية أيام فقط قبل وبعد 29 يونيو 1921. 
طابع بريدي صدر عام 1945 بطباعة دقيقة لنقش غائر يصور عربة يجرها ثوران يحملان القهوة. وفي عام 1949، وفي إطار الذكرى الخامسة والسبعين لتأسيس الاتحاد البريدي العالمي، صدر طابع بريدي تذكاري يصور فرع شجرة قهوة مع ثمارها وحمامة. ويظهر في أحد الطوابع التذكارية الأربعة عشر التي صدرت للمعرض الوطني للزراعة والغابات ومصايد الأسماك عام 1950 في خمس فئات - الأبقار والتونة والأناناس والموز والقهوة - امرأة تحمل حبوب قهوة محصودة في سلة.
كما أصدرت الدولة طابعًا تذكاريًا خلال المعرض العالمي لعام 1970 في اليابان، وهو أحد مجموعة من ستة طوابع تصور امرأة شابة تبتسم أثناء حصاد حبات القهوة الحمراء على خلفية أشجار القهوة الخضراء الداكنة.

#### السلفادور

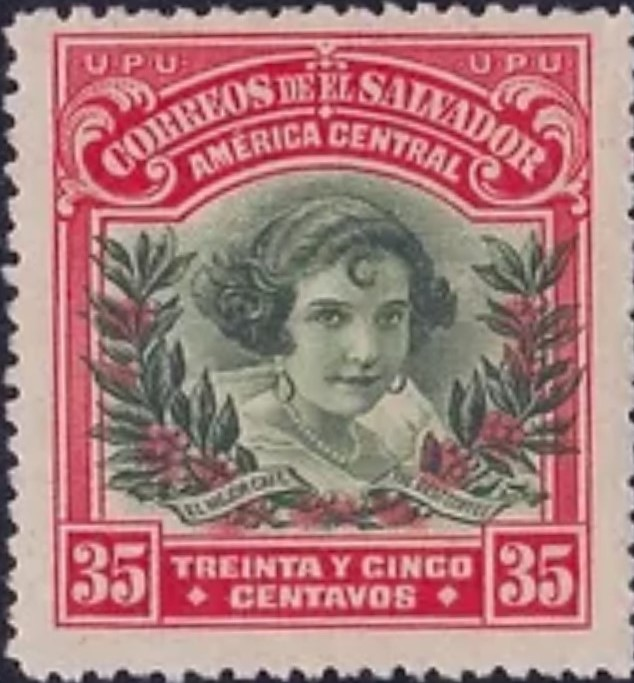
فائزة بمسابقة ملكة الجمال وأوراق شجرة البن، 1924

وتركز السلفادور أيضًا على إنتاج القهوة وتصديرها. تشمل طوابع القهوة في السلفادور فائزة في مسابقة ملكة الجمال عام 1924 مع أوراق شجرة البن حولها، وإصدار عام 1935 مع قهوة في كيس خيش ومركبة مائية تصور الميناء، وإصدار عام 1940 مع أزهار شجرة البن في أوج ازدهارها والفواكه في أوج ازدهارها. طابعان لأشجار البن، ومجموعة من تسعة طوابع تذكارية تصور تسع نساء يحصدن البن كجزء من الذكرى المئوية لقسم سانتا آنا في عام 1956 ومجموعة من ستة طوابع تصور عملية الزراعة كجزء من الذكرى الخمسين لجمعية البن في السلفادور في عام 1979.
بالإضافة إلى ذلك، يوجد طابع مثلثي بتصميم سيدة تجلس على كرسي وبيدها كوب قهوة على خلفية أشجار البن. باللغتين الإسبانية والإنجليزية، يُقرأ "استخدم قهوة السلفادور فهي الأفضل نموًا"، لكن يُقال إنه لم يتم العثور عليها في كتالوج سكوت، كما أن سنة الإصدار والغرض منه غير معروفين.

#### المكسيك
تُعرف حبوب البن القادمة من المكسيك باسم القهوة المكسيكية، ولكن تم إصدار عدد قليل من طوابع القهوة في المكسيك.  تم إصدار طابع تذكاري للمجلس الأمريكي الثاني للزراعة الذي عقد في المكسيك عام 1942، بتصميم يد تحمل شجرة قهوة مثمرة،  كمجموعة من ثلاثة طوابع مع الذرة والموز،  وواحدة من سلسلة الطوابع الصادرة في عام 1988 لمنتجات التصدير كانت تُعرف باسم طوابع القهوة المكسيكية. 

#### غواتيمالا
غواتيمالا ونيكاراغوا هما الدولتان الأخريان في أمريكا الوسطى المعروفتان بإصدار طوابع القهوة.
أصدرت غواتيمالا طابعًا في عام 1929 يحمل عبارة "غواتيمالا تنتج أفضل قهوة في العالم".
في غواتيمالا، أحد الطوابع الخمسة الصادرة في عام 1950 للترويج لمنتجات التصدير الزراعية، بما في ذلك الموز وقصب السكر، يصور امرأة تحصد حبوب البن. بالإضافة إلى ذلك، تم نشر ورقة صغيرة توضح عملية زراعة القهوة من الحصاد إلى الشحن في عام 2006. علاوة على ذلك، في غواتيمالا، تم التعرف على ختم بريدي يعود إلى عام 1933، على الرغم من أنه ليس طابع بريد، ينص بأربع لغات على أن "غواتيمالا تنتج أفضل قهوة في العالم".

### جزر الهند الغربية

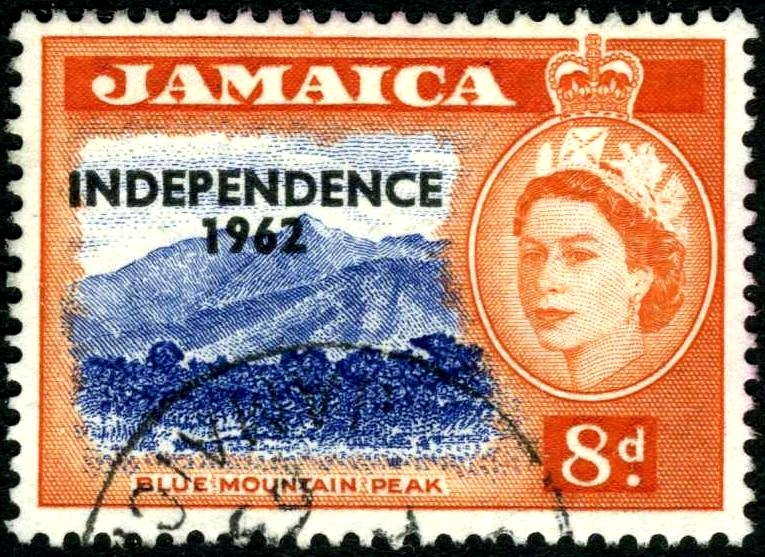
طوابع صدرت في جامايكا، التي كانت آنذاك منطقة بريطانية، تصور سلسلة جبال بلو ماونتن (1956)

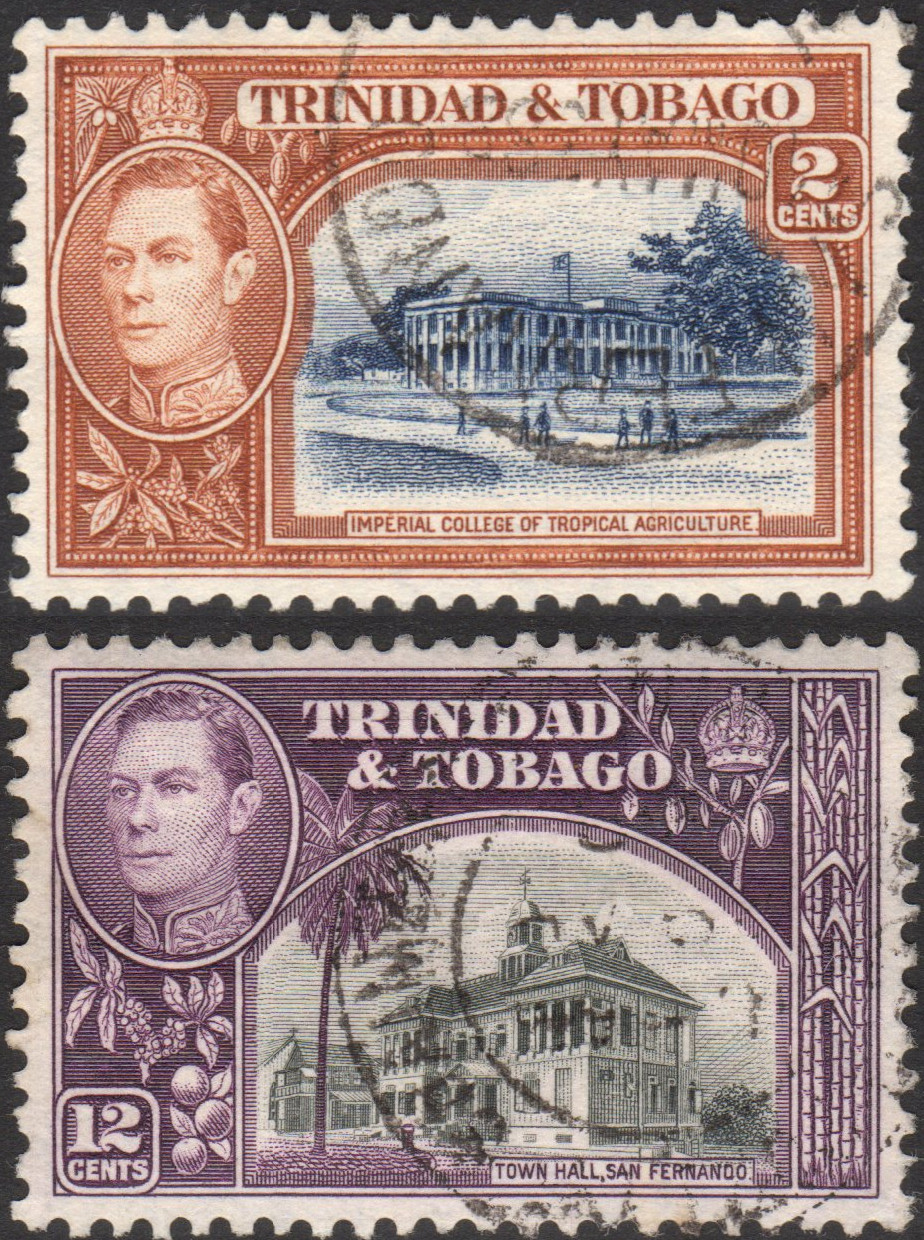
الطوابع الصادرة في ترينيداد وتوباغو، التي كانت آنذاك منطقة بريطانية (1938 -)

تقع جميع جزر الهند الغربية ضمن حزام الفاصوليا، ويتم إنتاج القهوة في جميعها، وإن كانت بكميات متفاوتة. ومن أشهرها جامايكا التي تنتج قهوة بلو ماونتين. خلال الفترة البريطانية، عندما كان الشاي هو المشروب الوطني في المملكة المتحدة، كان يتم تقديم مشروب بلو ماونتين مع الحلوى في العشاء الملكي. وأصبحت كنزًا ملكيًا، مما أكسبها سمعة كونها أفضل صنف في العالم. لإحياء الذكرى السنوية الـ 300 لتحول جامايكا إلى إقليم بريطاني في عام 1955، تم إصدار طابع بريدي في العام التالي، 1956، بتصميم جبال بلو ماونتين. تم إصدار أربعة إصدارات مختلفة بإطارات ملونة في فئات مختلفة.
وفي كوبا، حيث تمت زراعة البن قبل زراعته في جزر الهند الغربية، صدرت ثلاثة طوابع تذكارية في عام 1952، أي بعد 200 عام من زراعة أول شجرة بن. في عام 1960، تم إصدار ثلاثة طوابع عيد الميلاد المختلفة بألوان خلفية وفئات مختلفة. وقد صوّرت زهور القهوة البيضاء وقطعة موسيقية للترانيم.
وفي هايتي، التي تحتل الثلث الغربي من جزيرة هيسبانيولا، وجمهورية الدومينيكان، التي تحتل الثلثين الشرقيين، يعد البن أيضًا منتجًا رئيسيًا، إلى جانب قصب السكر والكاكاو. في هايتي، صدرت طباعة غائرة متقنة في عام 1928 بتصميم مركزي لغصن به أزهار القهوة والفواكه. أصدرت جمهورية الدومينيكان ستة طوابع عادية بألوان وفئات مختلفة بنفس تصميم الكاكاو والقهوة على فرع، صدرت في عام 1961 
في ترينيداد وتوباغو، التي كانت آنذاك منطقة بريطانية، يصور طابع بقيمة سنتين صدر بين عامي 1938 و1941 مبنى الكلية الزراعية، بينما يصور طابع بقيمة 12 سنتًا القاعة العامة لمدينة سان فرناندو، وكلاهما مع فرع شجرة قهوة تحمل ثمارًا على الحدود الخارجية.
في غوادلوب، إحدى المقاطعات الفرنسية في الخارج، صدر طابع بريدي عام 1947 يصور امرأتين تحصدان القهوة.

### أمريكا الجنوبية

#### البرازيل

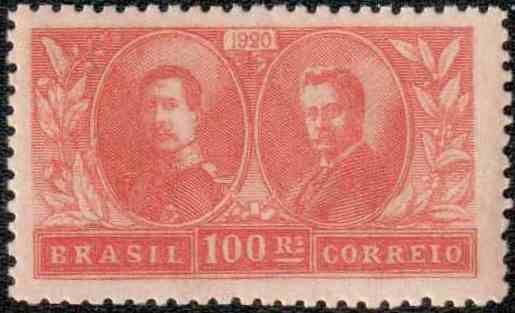
طابع تذكاري صدر في البرازيل تخليداً لزيارة الملك ألبرت ملك بلجيكا (1920)

أمريكا الجنوبية هي أكبر منطقة منتجة للقهوة في العالم، حيث تعد البرازيل أكبر منتج في العالم. أصدرت البرازيل عددًا كبيرًا من طوابع القهوة. طابع تذكاري صدر عام 1920 بمناسبة زيارة الملك والملكة ألبرت من بلجيكا إلى البرازيل، ويظهر فيه صور الملك ألبرت والرئيس بيسوا جنبًا إلى جنب، مع فرع شجرة قهوة تحمل ثمارها على يمين الرئيس بيسوا.
في عام 1928، تم إصدار طابع قهوة لإحياء الذكرى المئوية الثانية لإدخال القهوة إلى البرازيل.
في البرازيل، تم إطلاق طوابع برائحة القهوة في عام 2001.

طوابع القهوة في البرازيل
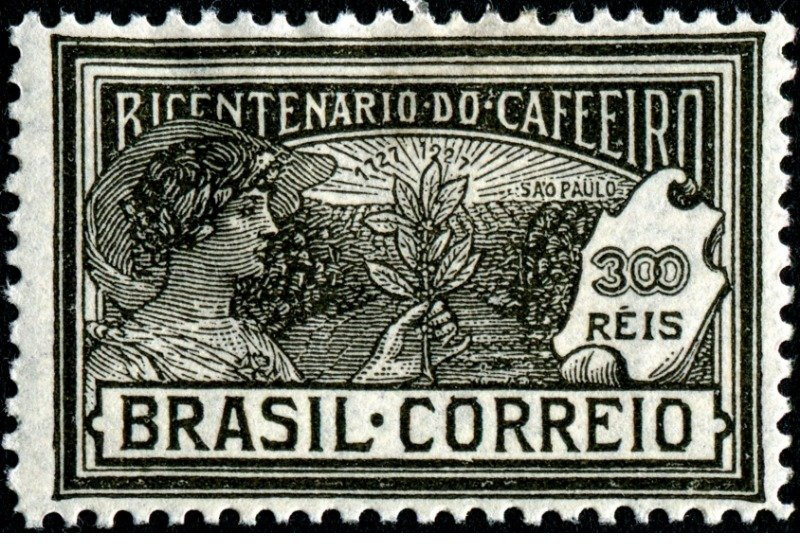
1928
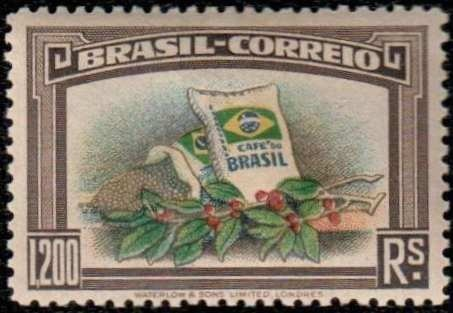
1938
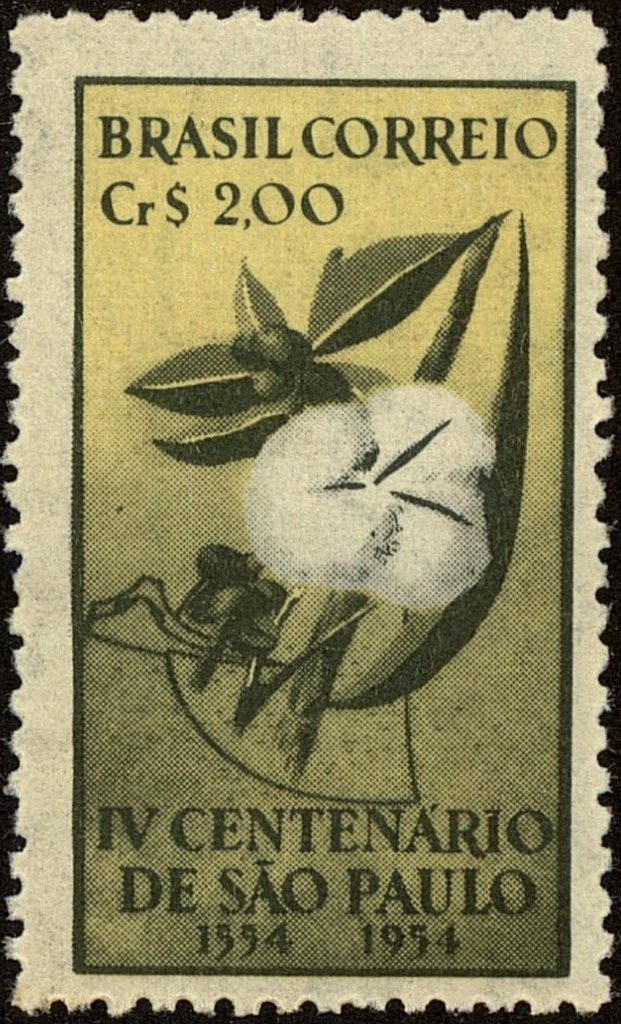
1953
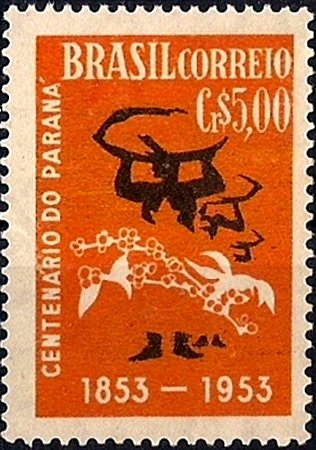
1953
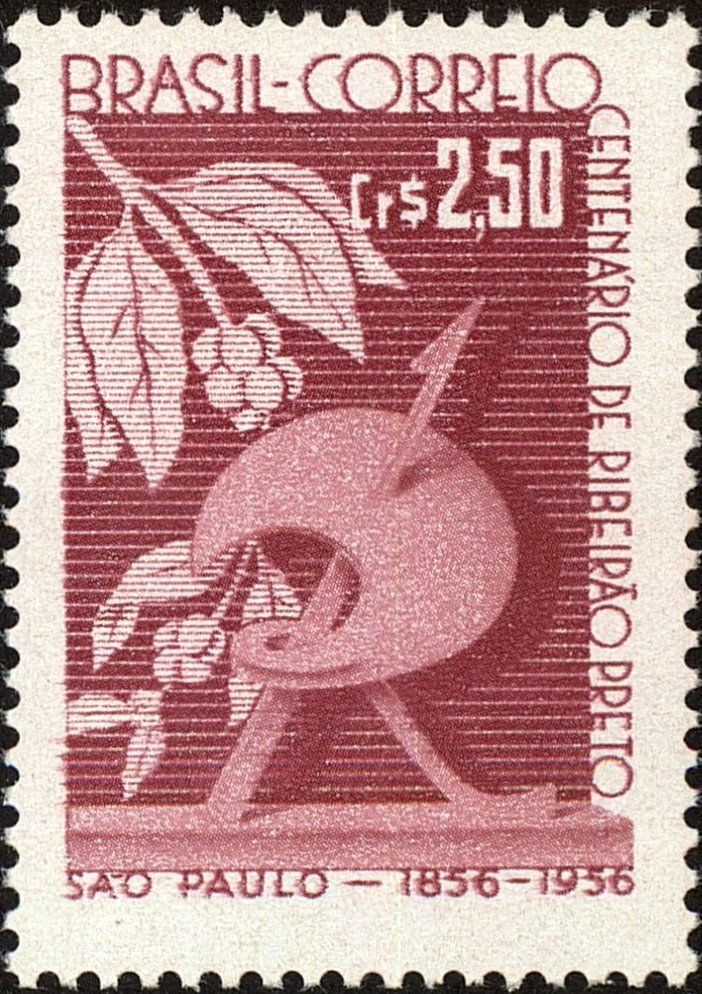
1957
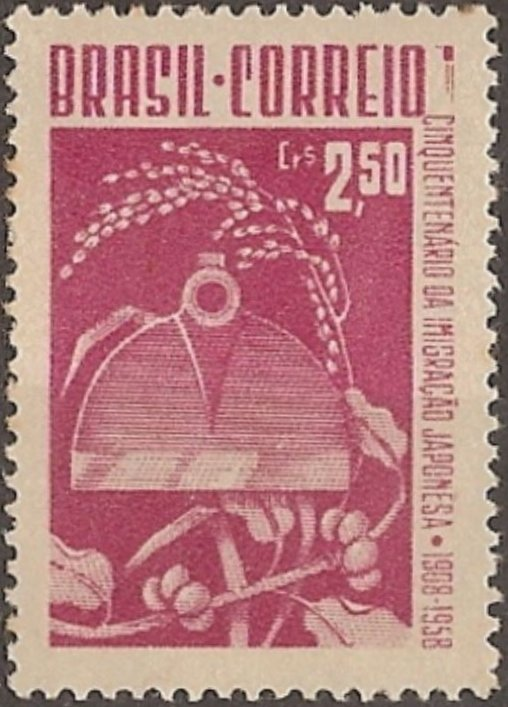
صدر طابع تذكاري في البرازيل بمناسبة الذكرى الخمسين للهجرة اليابانية. ويصور الطابع أشجار الأرز والقهوة فوق وتحت الأدوات الزراعية (1958)
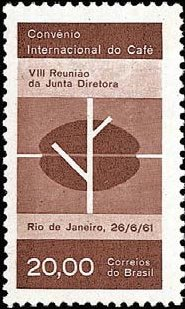
1961
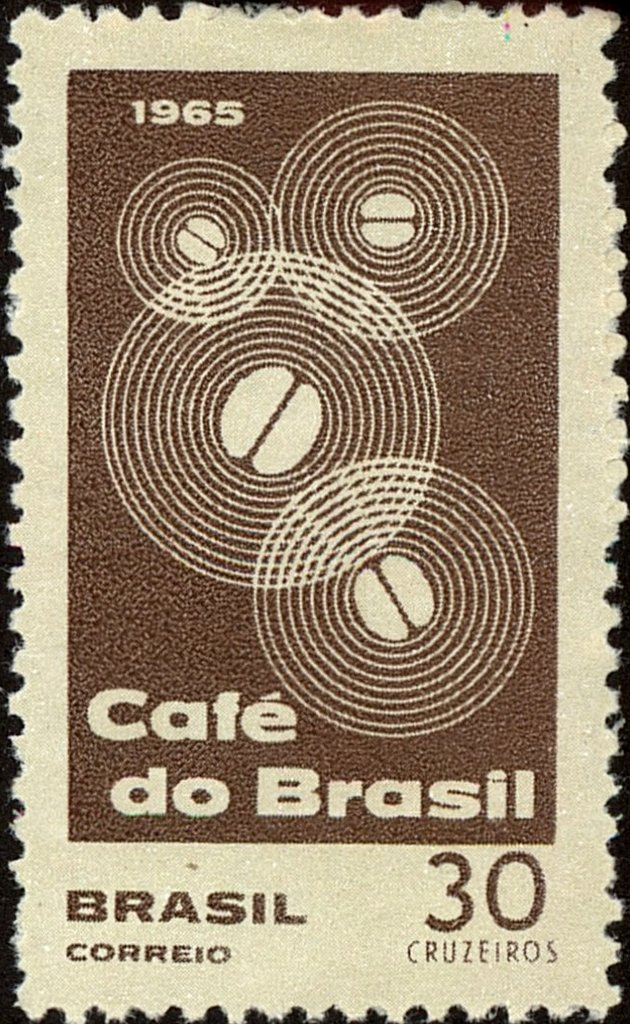
1965
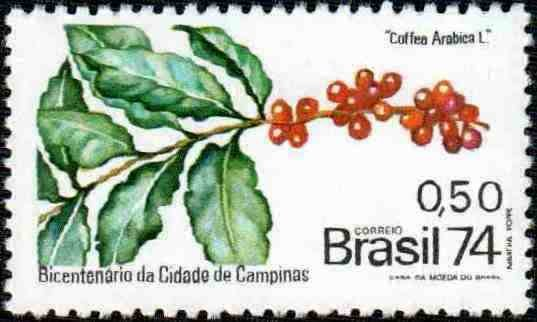
1974
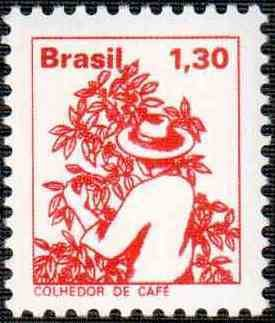
1977
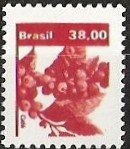
1983

#### كولومبيا

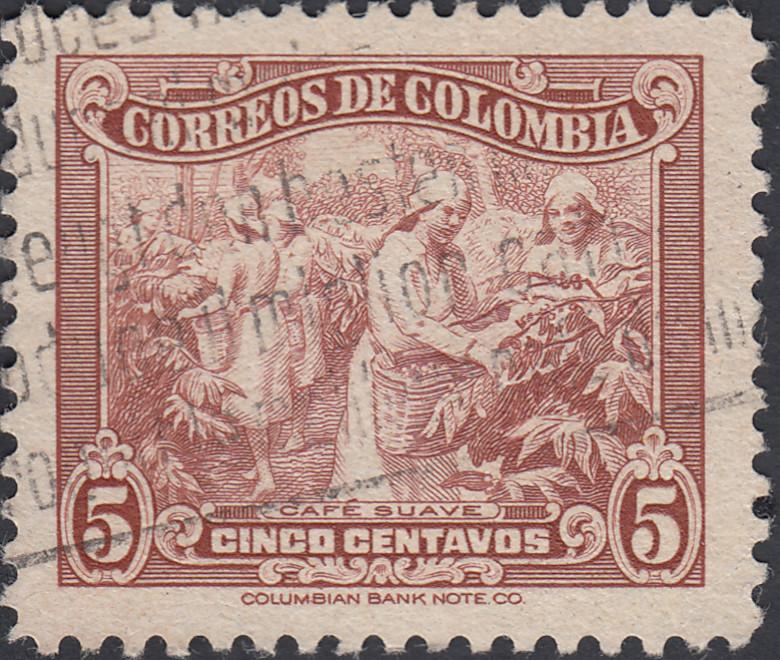
الطوابع الصادرة سنة 1939

تعد كولومبيا أيضًا من بين الدول الرائدة في إنتاج القهوة، وقد أصدرت، إلى جانب البرازيل، العديد من طوابع القهوة.
ويظهر طابع صدر سنة 1932 رجلاً يحصد البن، ومن الواضح أن شجرة البن هي شجرة بُن مزروعة، وعلى عكس البرية، يتم التحكم في ارتفاعها إلى مترين إلى ثلاثة أمتار.
يظهر طابع بريدي صدر عام 1956 صورة لأطول رجل في العالم، خافيير بيريرا، الذي يُعتقد أنه عاش حتى بلغ 167 عامًا، مع جملة "No se preocupe, tome mucho cafe, fume un buen cigarro" (لا تقلق، اشرب الكثير من القهوة، ودخّن سيجارة جيدة.) والتي قال إنها سر عمره الطويل.
في عام 1959، وبعد فوز ممثلة البلاد، لوز مارينا زولوغا، بمسابقة ملكة جمال الكون في عام 1958، تم إصدار طابع تذكاري يحمل الزهرة الوطنية، السحلبية، على يسار الفائزة وفرع شجرة قهوة مع ثمارها على اليمين.
في عام 1989، أصدرت كولومبيا طابعًا بريديًا يحمل خريطة العالم مع الدول المنتجة الأعضاء في منظمة القهوة الدولية مطلية باللون الأحمر والدول المستهلكة باللون الأخضر.

#### دول أخرى من أمريكا الجنوبية
من المعروف أيضًا أن فنزويلا وبيرو وسورينام تصدر طوابع القهوة.

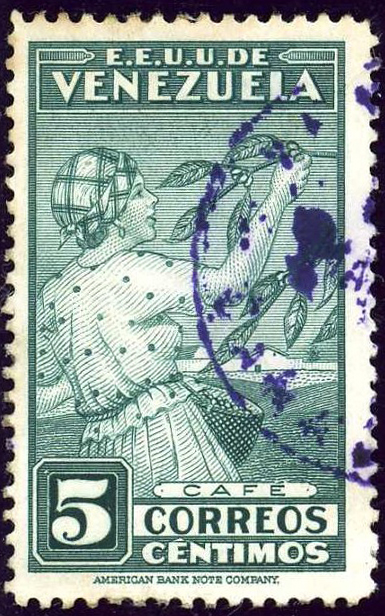
فنزويلا، 1938

### آسيا

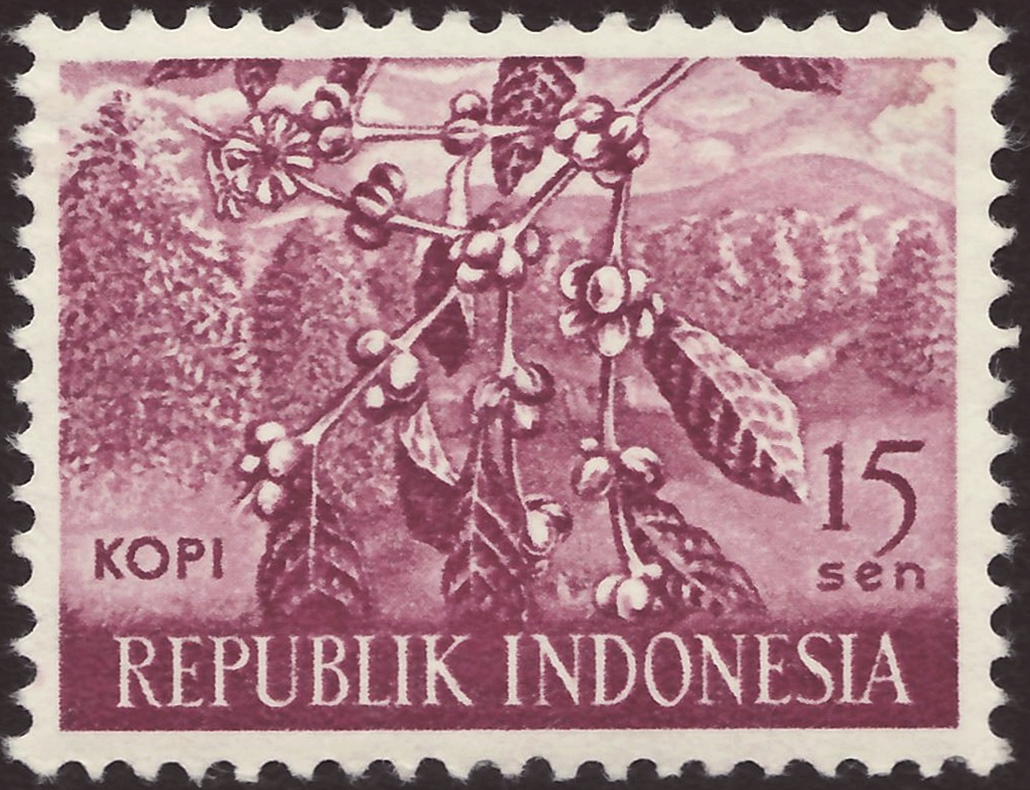
أحد الطوابع الصادرة في إندونيسيا لتشجيع صناعة الزراعة الحرجية، عام 1960

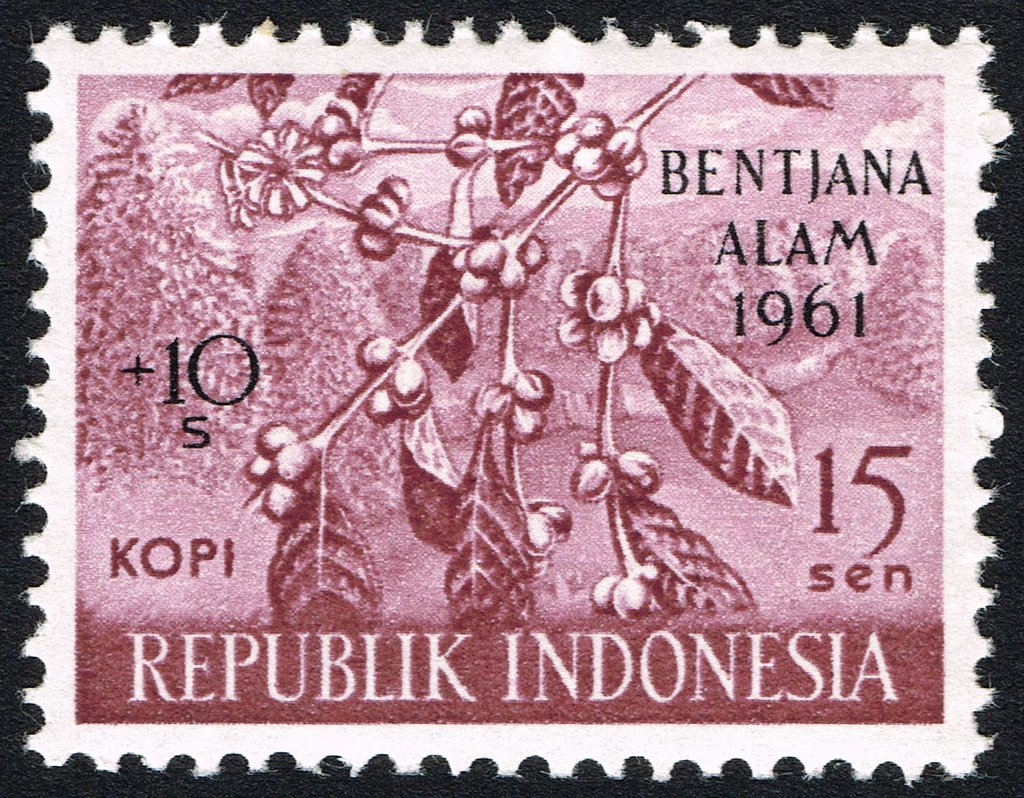
مبلغ التبرع مطبوع أعلاه (1961)

يُعتقد أن الهند جلبت نباتات القهوة بواسطة الحجاج المسلمين من الشرق الأوسط. أحضرها الهولنديون إلى إندونيسيا. لذلك يتم إنتاج القهوة من الهند إلى جنوب شرق آسيا، ولكن تم إصدار عدد قليل من طوابع القهوة.
في عام 1960، أصدرت إندونيسيا مجموعة من ثمانية طوابع بريدية حول موضوع تعزيز صناعة الزراعة والغابات، وظهرت عليها صورة القهوة، إلى جانب نخيل الزيت وقصب السكر والتبغ والشاي ونخيل جوز الهند والمطاط والأرز. وتصور المجموعة فرعًا من شجرة قهوة تحمل ثمارًا، وقد صدرت بقيمة اسمية 15 سنتًا، ولكن من المعروف أنه تمت إضافة تبرع بقيمة 10 سنتات لإغاثة ضحايا الفيضانات في العام التالي، 1961، إلى الطوابع المطبوعة.
في عام 2008، أصدرت لاوس طابعًا ترويجيًا لقهوتها.
في اليابان، تم إصدار طابع تذكاري لـ "عام التبادل بين اليابان والبرازيل" في عام 2008. وهو عبارة عن مجموعة من طابعين، أحدهما على الجانب الأيسر يحمل طابع تأشيرة من بداية الهجرة إلى البرازيل، والآخر على الجانب الأيمن يحمل طابع كاساتو مارو، الذي جلب المهاجرين الأوائل إلى البرازيل، وكل منهما يحمل حبة قهوة.
في عام 2021، يتم بيع طوابع بريدية تحمل شعار "القهوة المثلجة" و"بودنج الخبز المحمص والقهوة" تحت شعار "طعام ناغويا".
كما تصدر فيتنام طوابع القهوة أيضًا. في فيتنام، تم بيع طوابع برائحة القهوة في عام 2022.

#### الهند
صدر أول طابع قهوة في الهند في عام 1968.
في عام 2017، تم بيع طوابع برائحة القهوة في بنغالور، الهند.

الهند، 1968
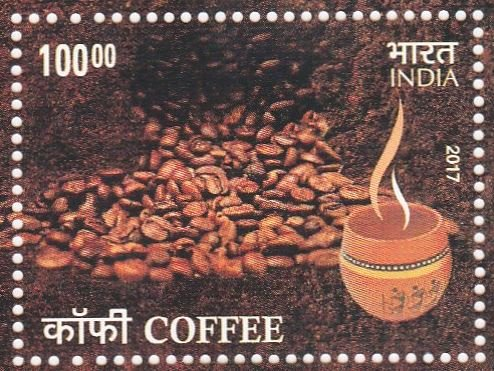
الهند، 2017، طابع برائحة القهوة
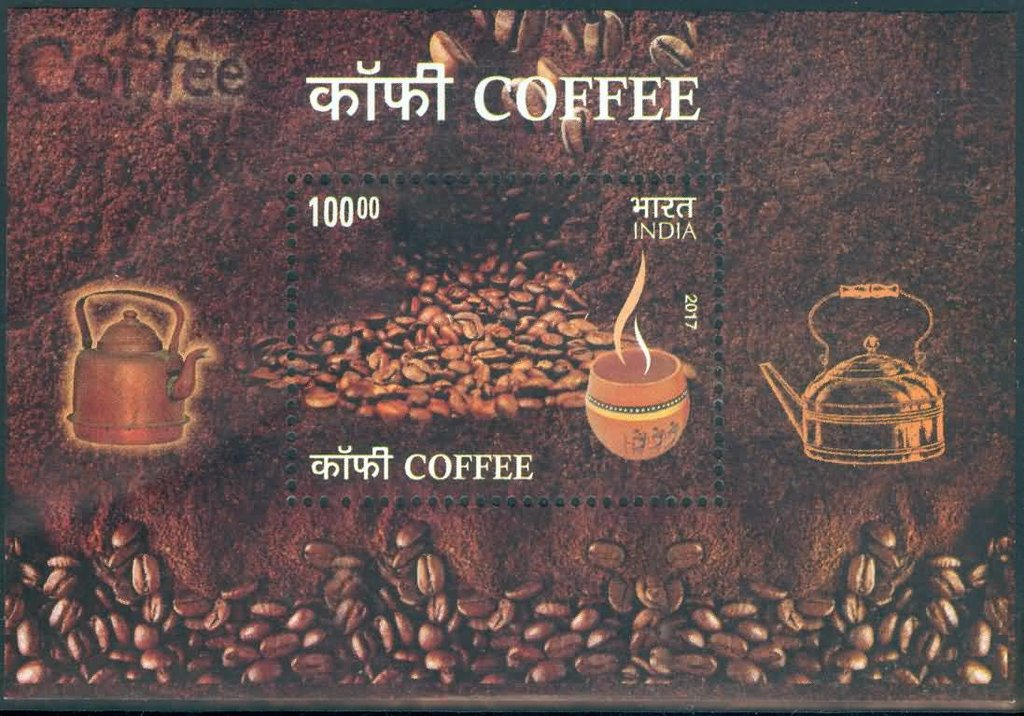
الهند، 2017

### أوقيانوسيا
في أوقيانوسيا، تتم زراعة القهوة أيضًا في منطقة حزام القهوة. ومن بين هذه المناطق، صورت بابوا غينيا الجديدة القهوة على أحد الطوابع الثمانية الصادرة في عام 1958 للترويج للزراعة والغابات وإنتاج الثروة الحيوانية. الفاكهة الحمراء على فروع شجرة البن ذات الأوراق الخضراء الداكنة هي طابع بريدي جميل. أصدرت بابوا غينيا الجديدة أيضًا طابعًا للقهوة في عام 2010، وهذه المرة يصور القهوة من الإنبات إلى النضج على مجموعة من أربعة طوابع.
في عام 2002، أصدرت كاليدونيا الجديدة طوابع بريدية عُرفت باسم طوابع القهوة. وهي طوابع برائحة القهوة، تتكون من ثلاث أوراق تحتوي على حبة قهوة ومشهد تحميص ومقهى.
طابع بريدي صدر في فانواتو عام 2011 يصور امرأة ترتدي زهرة الخطمي وكابتشينو.
كما يتم زراعة القهوة في هاواي، وتشتهر قهوة كونا بأنها المنطقة الوحيدة لزراعة القهوة في الولايات المتحدة، ولكن لا توجد طوابع معروفة عنها.
يمكن أيضًا رؤية القهوة على طابع بريدي أصدرته أستراليا في عام 1988 بالاشتراك مع نيوزيلندا لإحياء ذكرى مرور مائتي عام على صداقة البلدين. يصور الكارتون كوالا وكيوي، ويمكن رؤية الكوالا وهو يحمل كوبًا من القهوة. كما أن إحدى العبوات المكونة من ست قطع والتي أصدرتها نيوزيلندا في عام 1999 للاحتفال بالألفية، تحتوي على كوب قهوة أبيض عادي كتصميم. كان هذا في السابق تخصصًا في الترام في نيوزيلندا. بالإضافة إلى ذلك، أصدرت نيوزيلندا أيضًا طابعًا مختلفًا على شكل فنجان قهوة في عام 2005.

### الأمم المتحدة

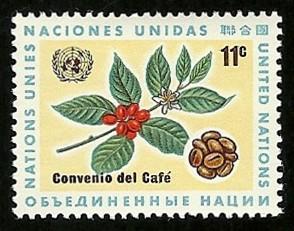
الاتفاقية الدولية للقهوة، التي نشرتها هيئة البريد التابعة للأمم المتحدة، 1966

لدى خدمة البريد التابعة للأمم المتحدة أيضًا طابع قهوة صادر عن الإدارة البريدية للأمم المتحدة؛ حيث تم إصداره في عام 1966 لإحياء ذكرى الاتفاقية الدولية للقهوة الموقعة في عام 1962، وتم طباعته بواسطة مكتب الطباعة الوطني في اليابان.

## المعلومات الكاملة للمراجع
- Ito, Hiroshi. コーヒー事典 [Coffee Encyclopedia] (باليابانية). HOIKUSHA Publishers <Colorbooks 869>. ISBN:4-586-50869-8.
- Baba, Chie. "Free Talk　歴史、文化、味と香り。魅力あふれる、コーヒー切手の旅へ。" [Free Talk History, culture, taste and aroma. A fascinating journey through coffee stamps.]. Coffee Break (باليابانية). All Japan Coffee Association (70): 20.
- UCC Coffee Museum (30 Oct 2016). 図説 コーヒー [Illustrated guide to coffee] (باليابانية). Kawade Shobō Shinsha. p. 101. ISBN:978-4-309-76243-2.
- 「切手の博物館ニューズ」『郵趣 (雑誌)』第69巻4号（通巻794号）、公益財団法人日本郵趣協会、2015年4月。
- 「切手の博物館ニューズ」『郵趣』第69巻5号（通巻795号）、公益財団法人日本郵趣協会、2015年5月。
- 「切手の博物館ニューズ」『郵趣』第69巻6号（通巻796号）、公益財団法人日本郵趣協会、2015年6月。
- Tsuruhara, Ryuji. "切手に学ぶ珈琲あれこれ (1)" [Various aspects of coffee learned from postage stamps (1)]. コーヒー文化研究 (باليابانية). 17.
- Tsuruhara, Ryuji. "切手に学ぶ珈琲あれこれ (2)" [Various aspects of coffee learned from postage stamps (2)]. コーヒー文化研究 (باليابانية). 18.
- Tsuruhara, Ryuji. "切手に学ぶ珈琲あれこれ (3)" [Various aspects of coffee learned from postage stamps (3)]. コーヒー文化研究 (باليابانية). 19.
- 日本コーヒー文化学会編『コーヒーの事典』株式会社柴田書店、2001年12月。ISBN 978-4-388-35307-1

- Hirabayashi, Toshihiko. "音楽を聴きながら切手の窓からくすりを眺める10 バッハとコーヒー" [Watching Drugs through a postage stamp window while listening to music (10) Bach and coffee]. 薬学図書館 (باليابانية). 62 (2).